# Список кардиналов, возведённых папой римским Иоанном XXII

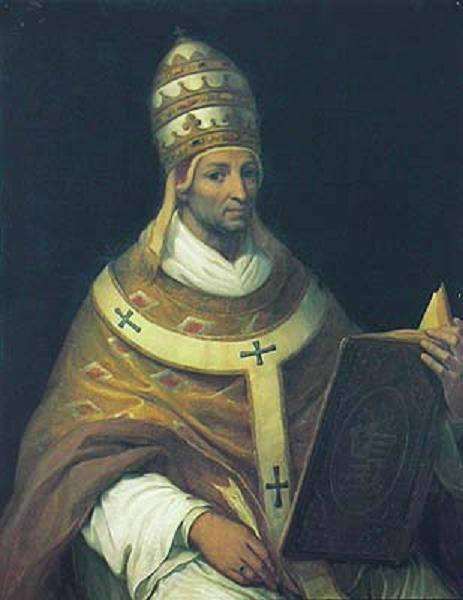
Папа Иоанн XXII

Кардиналы, возведённые Папой римским Иоанном XXII — 28 прелатов, клириков и мирян были возведены в сан кардинала на шести Консисториях за почти восемнадцать с половиной лет понтификата Иоанна XXII.
Самой крупной консисторией была Консистория от 18 декабря 1327 года, на которой было возведено десять кардиналов.

## Консистория от 17 декабря 1316 года
- Бернар де Кастане, епископ Ле-Пюи (королевство Франция);
- Жак де Вья, епископ Авиньона (Авиньонское папство);
- Гослен де Жан, вице-канцлер Святой Римской Церкви (Авиньонское папство);
- Бертран дю Пуже, папский капеллан (Авиньонское папство);
- Пьер д’Арраблуа, канцлер Франции (королевство Франция);
- Бертран де Монфавез, апостольский протонотарий (Авиньонское папство);
- Гайар де Ла Мотт, каноник соборного капитула Нарбона (королевство Франция);
- Джованни Гаэтано Орсини, апостольский протонотарий (Авиньонское папство).

## Консистория от 20 июня 1317 года
- Арно де Вья, апостольский протонотарий (Авиньонское папство).

## Консистория от 20 декабря 1320 года
- Рейно де Ла Порт, архиепископ Буржа (Франция);
- Бертран де Ла Тур, O.F.M., архиепископ Салерно (Авиньонское папство);
- Пьер де Прес, архиепископ Экс-ан-Прованса (королевство Франция);
- Симон д’Аршьяк, избранный архиепископ Вьенна (королевство Франция);
- Пильфор де Рабастанс, O.S.B., епископ Рьё (королевство Франция);
- Пьер Ле Тесье, C.R.S.A., вице-канцлер Святой Римской Церкви (Авиньонское папство);
- Раймон Ле Ру, апостольский протонотарий (Авиньонское папство).

## Консистория от 18 декабря 1327 года
- Жан-Раймон де Комменж, архиепископ Тулузы (королевство Франция);
- Аннибальдо ди Чеккано, архиепископ Неаполя (Неаполитанское королевство);
- Жак Фурнье, O.Cist., епископ Мирапуа (королевство Франция);
- Раймон де Мостюэжуль, епископ Сен-Папуля (королевство Франция);
- Пьер де Мортемар, епископ Осера (королевство Франция);
- Пьер де Шапп, епископ Шартра (королевство Франция);
- Маттео Орсини, O.P., архиепископ Манфредонии (Авиньонское папство);
- Педро Гомес Барросо старший, епископ Картахены (королевство Кастилия);
- Эмбер Дюпюи, апостольский протонотарий (Авиньонское папство);
- Джованни Колонна, архипресвитер патриаршей Латеранской  базилики, в Риме (Авиньонское папство).

## Консистория от 25 мая 1331 года
- Эли Талейран-Перигор, епископ Осера (королевство Франция).

## Консистория от 20 декабря 1331 года
- Пьер Бертран старший, епископ Отёна (королевство Франция).

## Возможные кардиналы
Некоторые авторы указывают, что Иоанн XXII также возвёл в Коллегию кардиналов следующих прелатов и церковников: Гийом де Три, архиепископ Руана, Франция; Пьер-Бернар Ориоль, O.F.M., архиепископ Экс-ан-Прованса, Франция; Жан Плесси-Пасте, епископ Шартра, Франция; Рамон Альбер, О. de М., генеральный магистр своего ордена; Пьер де Прелати; Мишель-Эбрар де Сен-Сюльпис; Джироламо Паскуали; Жан Гальван, епископ Арраса, Франция; и Раймонд д’Авиньо, епископ Лериды.